# Marton Csokas
Marton Csokas Jr. (IPA: [ˈmaːɾton ˈtʃoːkaːʃ]) (Invercargill, 30 giugno 1966) è un attore neozelandese con cittadinanza ungherese, particolarmente noto a livello internazionale per la sua interpretazione di Celeborn nella trilogia cinematografica de Il Signore degli Anelli e per l'interpretazione del mafioso russo Nicolai 'Teddy' Itchenko in The Equalizer - Il vendicatore.

## Biografia
Nasce ad Invercargill, in Nuova Zelanda, il 30 giugno 1966, figlio di Marton Csokas Sr., un ingegnere meccanico ungherese, e di Margareth Christine Rayner, un'infermiera neozelandese di origini inglesi, irlandesi e danesi. Csokas possiede la doppia cittadinanza, neozelandese e ungherese. Si diploma nel 1989 alla New Zealand Drama School.
Inizia la sua carriera lavorando in vari cortometraggi e produzioni televisive, tra cui la soap opera Shortland Street, dove si fa le ossa per due anni. Dopo essersi diviso per anni tra televisione e cinema neozelandese, tra il 1997 e 2001 acquista una certa popolarità grazie al ruolo di Aristarco (nella versione originale Borias) nella serie televisiva Xena - Principessa guerriera, successivamente ottenne la fama internazionale grazie al ruolo di Celeborn nella trilogia de Il Signore degli Anelli (precisamente, negli episodi La Compagnia dell'Anello e Il ritorno del re).
Dal 2000 in poi inizia a lavorare sempre più per Hollywood, recitando nei film d'azione xXx, Timeline - Ai confini del tempo e The Bourne Supremacy. Nel 2004 affianca Malcolm McDowell in Evilenko. Nel 2005 recita ne Le crociate - Kingdom of Heaven di Ridley Scott nel ruolo di Guido di Lusignano, nello stesso anno è nel cast del fantascientifico Æon Flux - Il futuro ha inizio. Nel 2005 è protagonista di Follia accanto a Natasha Richardson. Dopo tre anni di pausa dal cinema, in cui si è dedicato interamente al teatro, Csokas prese parte a quattro nuovi film, il drammatico Il debito accanto a Helen Mirren e Sam Worthington, Alice in Wonderland, diretto da Tim Burton, L'albero di Julie Bertuccelli e Carissima me, di Yann Samuell, con Sophie Marceau; tutte e quattro le pellicole sono uscite nel 2010.

Nel 2014 invece prese parte ai film The Amazing Spider-Man 2 - Il potere di Electro, Noah, Sin City - Una donna per cui uccidere e The Equalizer - Il vendicatore. In quest'ultimo film lui ebbe un ruolo importante che gli diede molta fama a livello internazionale. Csokas ha recitato spesso in teatro, dove ha portato in scena commedie di Tom Stoppard e William Shakespeare, è stato l'ambiguo Joe Pitt in Angels in America di Tony Kushner e ha recitato in Chi ha paura di Virginia Woolf?. Ha cofondato una compagnia teatrale sperimentale chiamata Stronghold Theatre.

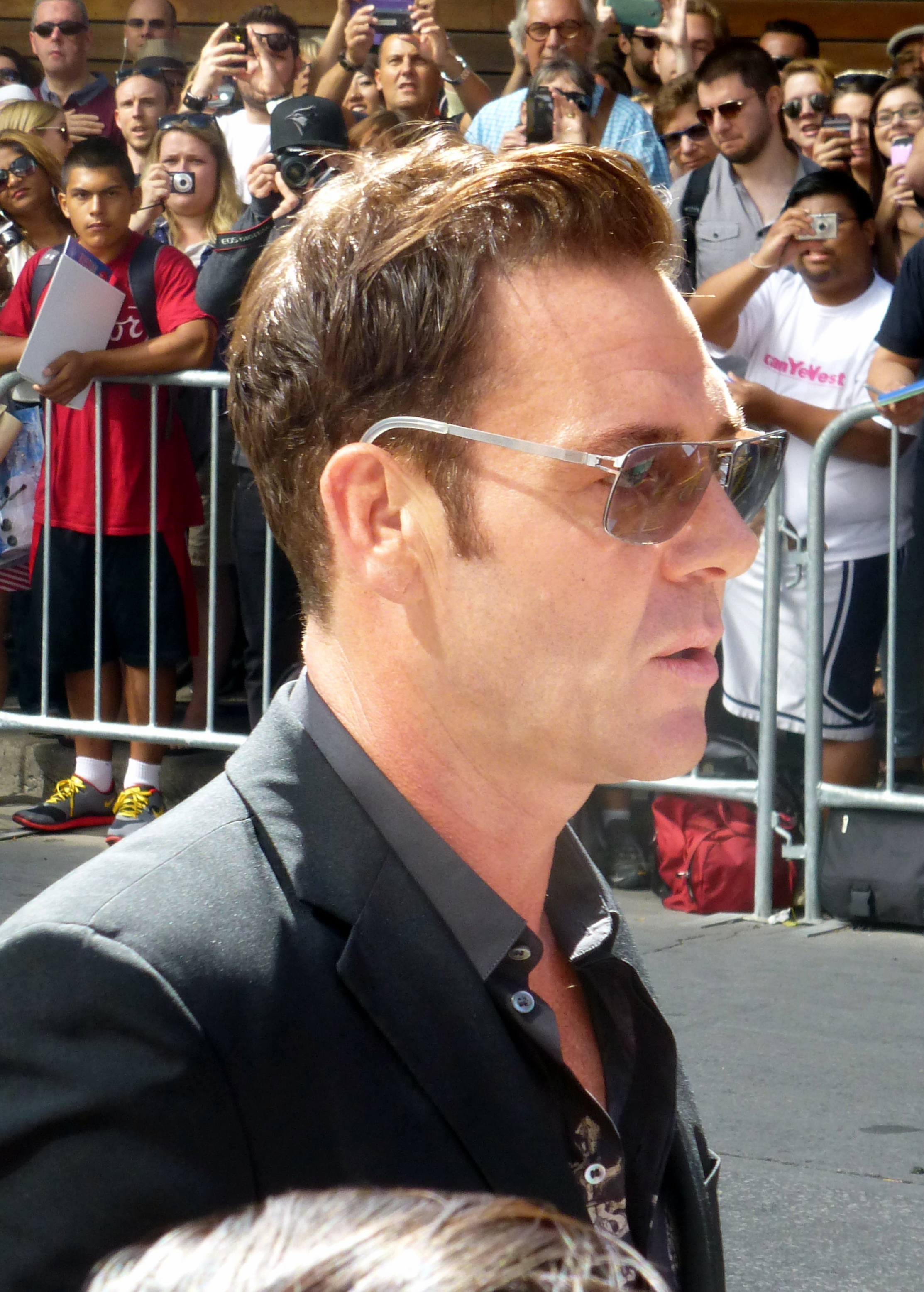
Marton Csokas al Toronto Film Festival del 2014 per The Equalizer - Il vendicatore

## Filmografia

### Cinema
- Jack Brown Genius (1994)
- Broken English (1996)
- La maschera di scimmia (The Monkey's Mask), regia di Samantha Lang (2000)
- Il Signore degli Anelli - La Compagnia dell'Anello (The Lord of the Rings: The Fellowship of the Ring), regia di Peter Jackson (2001)
- Star Wars: Episodio II - L'attacco dei cloni (Star Wars: Episode II - Attack of the Clones), regia di George Lucas (2002) - non accreditato
- xXx, regia di Rob Cohen (2002)
- Garage Days, regia di Alex Proyas (2002)
- Kangaroo Jack - Prendi i soldi e salta (Kangaroo Jack) (2003)
- Timeline - Ai confini del tempo (Timeline), regia di Richard Donner (2003)
- Il Signore degli Anelli - Il ritorno del re (The Lord of the Rings: The Return of the King), regia di Peter Jackson (2003)
- Evilenko, regia di David Grieco (2004)
- The Bourne Supremacy, regia di Paul Greengrass (2004)
- Follia (Asylum), regia di David Mackenzie (2005)
- Le crociate - Kingdom of Heaven (Kingdom of Heaven), regia di Ridley Scott (2005)
- The Great Raid - Un pugno di eroi (The Great Raid), regia di John Dahl (2005)
- Æon Flux - Il futuro ha inizio (Æon Flux), regia di Karyn Kusama (2005)
- Meno male che c'è papà - My Father (Romulus, My Father), regia di Richard Roxburgh (2007)
- Alice in Wonderland, regia di Tim Burton (2010)
- L'albero (L'Arbre), regia di Julie Bertuccelli (2010)
- Carissima me (L'âge de raison), regia di Yann Samuell (2010)
- Il debito (The Debt), regia di John Madden (2010)
- Dream House, regia di Jim Sheridan (2011)
- La leggenda del cacciatore di vampiri (Abraham Lincoln: Vampire Hunter), regia di Timur Bekmambetov (2012)
- The Amazing Spider-Man 2 - Il potere di Electro (The Amazing Spider-Man 2), regia di Marc Webb (2014)
- Noah, regia di Darren Aronofsky (2014)
- Sin City - Una donna per cui uccidere (Sin City: A Dame to Kill For), regia di Robert Rodríguez e Frank Miller (2014)
- The Equalizer - Il vendicatore, regia di Antoine Fuqua (2014)
- Loving - L'amore deve nascere libero (Loving), regia di Jeff Nichols (2016)
- Dark Crimes, regia di Alexandros Avranas (2016)
- The Silent Man (Mark Felt: The Man Who Brought Down the White House), regia di Peter Landesman (2017)
- La voce della pietra (Voice from the Stone), regia di Eric D. Howell (2017)
- The Last Duel, regia di Ridley Scott (2021)
- Juniper, regia di Matthew J. Saville (2021)
- Chevalier, regia di Stephen Williams (2022)
- Freelance, regia di Pierre Morel (2023)
- Sleeping Dogs, regia di Adam Cooper (2024)
- Cuckoo, regia di Tilman Singer (2024)

- Head South (2024), regia di Jonathan Ogilvie

### Televisione
- Xena - Principessa guerriera (Xena: Warrior Princess) – serie TV, 10 episodi (1997-2001)
- Falcón - serie TV, 2 episodi (2012)
- Rogue – serie TV, 10 episodi (2013)
- Klondike – miniserie TV, 6 puntate (2014)
- Sons of Liberty - Ribelli per la libertà – miniserie TV, 3 puntate (2015)
- Into the Badlands – serie TV, 16 episodi (2015-2017)
- Divorce – serie TV, 2 episodi (2018)
- I Luminari - Il destino nelle stelle (The Luminaries) – miniserie TV, 6 puntate (2020)

## Doppiatori italiani
Nelle versioni in italiano dei suoi lavori, Marton Csokas è stato doppiato da:
- Roberto Pedicini in La maschera di scimmia, Evilenko, Follia, The Great Raid - Un pugno di eroi, Æon Flux - Il futuro ha inizio, The Equalizer - Il vendicatore, Sleeping Dogs
- Massimo Rossi in Le crociate - Kingdom of Heaven, Alice in Wonderland, L'albero
- Francesco Prando in Sin City - Una donna per cui uccidere, Loving - L'amore deve nascere libero, Dark Crimes
- Alberto Angrisano in Sons of Liberty - Ribelli per la libertà, The Last Duel, Chevalier
- Massimo Lodolo in xXx, Freelance
- Romano Malaspina in Xena - Principessa guerriera
- Angelo Maggi in Il Signore degli Anelli - La Compagnia dell'Anello
- Gianluca Tusco in Garage Days
- Gerolamo Alchieri in Kangaroo Jack - Prendi i soldi e scappa
- Francesco Pannofino in Timeline - Ai confini del tempo
- Michele D'Anca in The Bourne Supremacy
- Massimiliano Lotti in Meno male che c'è papà - My Father
- Loris Loddi in Carissima me
- Fabio Boccanera in Il debito
- Massimo Bitossi in Dream House
- Franco Mannella in La leggenda del cacciatore di vampiri
- Oreste Baldini in The Amazing Spider-Man 2 - Il potere di Electro
- Riccardo Niseem Onorato in Noah
- Roberto Draghetti in Into the Badlands
- Pino Insegno in The Silent Man
- Christian Iansante ne I Luminari - Il destino nelle stelle
- Stefano Thermes in Prizefighter - La forza del campione